# Billes
Els billes són els membres de la tribu ijaw bille (o bile o bili). Viuen al centre de l'estat de Rivers, al sud de Nigèria. Aquest petit clan algunes vegades és classificat com membres del clan dels kalabaris més que no pas que siguin un grup independent. La seu tribal dels billes és la ciutat de Bille.

## Situació
En el territori bille hi ha nombrosos poblats que va fer que la ciutat de Bille esdevingués el regne Bille. Durant l'època pre-colonial hi havia moltes aldees que estaven sota el control dels billes. La ciutat de Bille era la població més important del regne i fou la capital de l'antic imperi Bille.
La ciutat de Bille, com altres ciutats costaneres, està situada en una regió de boscos de manglars del delta del Níger. En l'actualitat, està al sud-est de la LGA de Degema. Està situat en una illa del rierol Bille, un afluent del riu Sombrero (Ololo Toru). Algunes de les poblacions més importants del regne de Bille ere Jikeama, Touma, Krikama, Ekema, Oruama i Oboma, però aquest tenia moltes petites aldees.
Els paràgrafs 117 i 118 de la 1949/50 Report of the Commission of Enquirity into the Okrika-Kalabari Dispute del jutge G.G. Robison descriuen els límits dels antics regnes de Kalabari i de Bille. S'afirma que els billes han mantingut aquestes localitzacions i fronteres des del període colonial tot i els intents expansionistes dels seus veïns. El territori bille és el que té els principals dipòsits de petroli i de minerals de l'actual LGA de Degema.

## Història
Segons la tradició i la recerca lingüística, Bille es va fundar al segle ix. La reina Ikpakiaba va fundar l'antiga Bille. Els billes creuen que ells van emigrar des del regne de Benín.
Segons Pacheco Pereira, els ijaws de Bille van participar en el comerç d'esclaus. Aquesta és la raó que els europeus ja parlin sobre Bille des del segle xvi. Jones (1963) també documenta un raid dels billes a les ciutats dels kalabaris per a capturar esclaus sota el Rei Asimini.

### Orígens
Segons la tradició oral, quan la reina Ikpakiaba de Bille van abandonar Okolo, van ocupar una terra en la que no hi vivien persones que fou anomenada Ogonobe Ingbetokuru. Aquest lloc és l'actual Obuama, a la LGA de Degema. En el camí van passar per un gran bosc que anomenen Sukube Ingbetokuru. Després van travessar el mar, van passar un altre gran bosc (Abonnema), van embarcar-se pel riu Sombrero fins a un afluent anomenat Oruama kubu. Finalment es van assentar en un petit bosc anomenat Ikpabiraba Daba, però van anar cap a la zona de l'actual Bille perquè l'altre lloc era massa petit.

## Relacions amb altres tribus i organització
Els billes s'han mantingut durant molt de temps en un lloc relativament aïllat per a prevenir atacs dels altres grups. Els billes només feien expedicions per tal de recercar pesca i tornaven a la seguretat del seu territori. La situació de la ciutat dins una illa fluvial n'afavoria la seva defensa. Els billes ha estat un clan relativament aïllat comparant-lo amb els altres clans ijaws.
Els billes avui en dia estan organitzats en el Bille Council of Chiefs i també han creat la Bille Youth Federation.